# Тіфенбах (Верхній Пфальц)
Тіфенбах (нім. Tiefenbach) — громада в Німеччині, розташована в землі Баварія. Підпорядковується адміністративному округу Верхній Пфальц. Входить до складу району Кам. Центр об'єднання громад Тіфенбах.
Площа — 45,82 км2. Населення становить 1900 ос. (станом на 31 грудня 2020).